# Werpmes

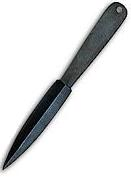
Werpmes

Een werpmes is een speciaal soort mes gemaakt om (zoals de naam al doet vermoeden) geworpen te worden. De werper kan het lemmet tussen zijn duim en wijsvinger klemmen alvorens het werpmes te gooien, maar er kan ook voor gekozen worden om gewoon het heft vast te houden bij de worp. Deze bezigheid wordt vooral recreatief beoefend, waarbij het de bedoeling is om een doel vanaf een bepaalde afstand te raken.
Werpmessen vallen in Nederland onder categorie III van de Wet wapens en munitie en zijn daarmee verboden.